# Virnelis Boraure
Virnelis Boraure es una deportista venezolana que compitió en judo. Ganó una medalla de bronce en el Campeonato Panamericano de Judo de 1996, en la categoría de –52 kg.

## Palmarés internacional
| Campeonato Panamericano | Campeonato Panamericano | Campeonato Panamericano | Campeonato Panamericano |
| Año                     | Lugar                   | Medalla                 | Categoría               |
| ----------------------- | ----------------------- | ----------------------- | ----------------------- |
| 1996                    | San Juan (Puerto Rico)  | Medalla de bronce       | –52 kg                  |